# Топомеризація
Топомеризація (англ. topomerization) — вироджена ізомеризація, що полягає у внутрімолекулярному обмінові положеннями хімічно ідентичних атомів або груп.
Розрізняють: гомотопомеризацію, якщо відбувається переташування гомотопних атомів, тобто таких, які знаходяться в структурно еквівалентних положеннях (пр., I), та гетеротопомеризацію, коли відбувається обмін положеннями гетеротопних атомів, тобто таких, які займають структурно нееквівалентні положення (пр., автоізомеризації в бульвалені).
Енантіотопомеризація пов'язана з переміщенням енантіотопних груп (пр., пірамідальна інверсія амінів), а при діастереотопомеризації переташовуються діастереотопні групи.
Це ідентична реакція, яка веде до обміну положеннями ідентичних лігандів — топомерів. Пр., два ідентично зв'язані Na i Nb взаємообмінюються шляхом обертання навколо зв'язку С-арил, що ідентифікується за допомогою спектроскопії ЯМР.
Таке стереохімічне перетворення є виродженою ізомеризацією, в ході якої відбувається позиційний обмін груп. Може бути: гомо-, гетеро-, енантіо-, діастереотопомеризація.